# Youth With You
Youth With You (chinês: 青春有你; pinyin: Qīngchūn yǒu nǐ) é a segunda temporada do survival show chinês Idol Producer, que estreou no dia 21 de janeiro de 2019, no canal iQIYI. O programa é apresentado por Lay Zhang juntamente com os mentores Li Ronghao, Jolin Tsai, MC Jin, The8 (Xu Minghao) e After Journey. O programa trouxe inicialmente 100 trainees de diferentes empresas, tendo como objetivo final nove trainees selecionados vencedores pelos votos dos telespectadores. Em 6 de abril de 2019, os últimos nove participantes debutaram como o grupo UNINE.
Apesar do Youth With You ter mudado o nome da franquia, este ainda possui os mesmos produtores e processo de competição que o Idol Producer.

## Conceito
A segunda temporada do Idol Producer  apresenta 100 trainees juntos que são de empresas de entretenimento ou não tem contrato com nenhuma empresa, onde nove trainees são escolhidos por meio dos votos dos telespectadores para formar um boygroup depois de semanas de avaliações, performances em grupo e eliminações.

## Mentores

### Principais
- Lay Zhang— Apresentador

- Li Ronghao — Mentor de canto

- Jolin Tsai— Mentora de dança

- Xu Minghao — Professor de dança

- MC Jin — Mentor de rap

- After Journey — Mentor de rap

### Art advisory group
- Jiang Dawei
- Huang Doudou
- Teng Shichu
- Wang Jieshi

## Participantes
Legenda
- Deixou o programa
- Top 9 da semana
- Top 9 da semana [Votação ao vivo]
- Participante salvo pelo Art Advisory group
- Participante eliminado no Episódio 5
- Participante eliminado no Episódio 8
- Participante eliminado no Episódio 10
- Participante eliminado no Episódio 12
- Integrante do UNINE

| Empresa                                                         | Nome                    | Avaliação dos mentores | Avaliação dos mentores | Classificação     | Classificação     | Classificação            | Classificação     | Classificação     | Classificação     | Classificação            | Classificação     | Classificação     | Classificação            | Classificação     | Classificação     | Classificação     | Classificação     | Classificação     |                   |                   |
| Empresa                                                         | Nome                    | Avaliação dos mentores | Avaliação dos mentores | E02               | E03               | E04 (Votos da audiência) | E05               | E05               | E06               | E07 (Votos da audiência) | E08               | E08               | E09 (Votos da audiência) | E10               | E10               | E12               | E12               | Final             |                   |                   |
| Empresa                                                         | Nome                    | 1                      | 2                      | #                 | #                 | #                        | #                 | Votos             | #                 | #                        | #                 | Votos             | #                        | #                 | Votos             | #                 | Votos             | Final             |                   |                   |
| --------------------------------------------------------------- | ----------------------- | ---------------------- | ---------------------- | ----------------- | ----------------- | ------------------------ | ----------------- | ----------------- | ----------------- | ------------------------ | ----------------- | ----------------- | ------------------------ | ----------------- | ----------------- | ----------------- | ----------------- | ----------------- | ----------------- | ----------------- |
| AFSC Music Entertainent (AFSC音乐)                              | Wang Yi (王奕)          | C                      | D                      | 37                | 40                | 25                       | 41                | 392,737           | 42                | 9                        | 20                | 4,522,275         | 33                       | Eliminado         | Eliminado         | Eliminado         | Eliminado         | 38                |                   |                   |
| SDT Entertainment (SDT娱乐)                                     | Shen Bohuai (沈博怀)    | D                      | B                      | 82                | 66                | 33                       | Eliminado         | Eliminado         | Eliminado         | Eliminado                | Eliminado         | Eliminado         | Eliminado                | Eliminado         | Eliminado         | Eliminado         | Eliminado         | 67-96             |                   |                   |
| SDT Entertainment (SDT娱乐)                                     | Yang Zhaoyang (杨朝阳)  | D                      | D                      | 66                | 52                | 46                       | Eliminado         | Eliminado         | Eliminado         | Eliminado                | Eliminado         | Eliminado         | Eliminado                | Eliminado         | Eliminado         | Eliminado         | Eliminado         | 67-96             |                   |                   |
| Skylimit Culture (一响天开)                                     | Gu Landi (谷蓝帝)       | D                      | D                      | 16                | 21                | 51                       | 25                | 680,922           | 33                | 7                        | 26                | 4,243,969         | 15                       | Eliminado         | Eliminado         | Eliminado         | Eliminado         | 23                |                   |                   |
| Shanghai Film and Television Company (上海影视传媒股份有限公司) | Chen Tao (陈涛)         | D                      | D                      | 20                | 32                | 11                       | 31                | 553,694           | 16                | 16                       | 18                | 4,584,018         | 17                       | 20                | 3,137,453         | 16                | 552,592           | 16                |                   |                   |
| In Hi Media (中喜合力)                                          | Anthony (安东尼)        | D                      | D                      | 22                | 41                | 51                       | 29                | 574,694           | 28                | 54                       | Eliminado         | Eliminado         | Eliminado                | Eliminado         | Eliminado         | Eliminado         | Eliminado         | 46                |                   |                   |
| In Hi Media (中喜合力)                                          | Deng Bin (邓滨)         | D                      | D                      | 83                | 65                | 51                       | 28                | 594,425           | 39                | 61                       | Eliminado         | Eliminado         | Eliminado                | Eliminado         | Eliminado         | Eliminado         | Eliminado         | 43                |                   |                   |
| In Hi Media (中喜合力)                                          | Manny (曼尼)            | D                      | B                      | 85                | 91                | 51                       | Salvo             | Salvo             | 37                | 45                       | Eliminado         | Eliminado         | Eliminado                | Eliminado         | Eliminado         | Eliminado         | Eliminado         | 58                |                   |                   |
| In Hi Media (中喜合力)                                          | Qiu Bohan (邱薄翰)      | D                      | A                      | 89                | 95                | 51                       | 59                | 285,884           | 41                | 56                       | Eliminado         | Eliminado         | Eliminado                | Eliminado         | Eliminado         | Eliminado         | Eliminado         | 53                |                   |                   |
| In Hi Media (中喜合力)                                          | Wang Xinyu (王新宇)     | D                      | C                      | 56                | 81                | 51                       | 46                | 342,761           | 30                | 42                       | Eliminado         | Eliminado         | Eliminado                | Eliminado         | Eliminado         | Eliminado         | Eliminado         | 48                |                   |                   |
| China Star Entertainment (中星娱乐)                             | Li You (李由)           | C                      | C                      | 45                | 58                | 51                       | 38                | 443,310           | 53                | 39                       | Eliminado         | Eliminado         | Eliminado                | Eliminado         | Eliminado         | Eliminado         | Eliminado         | 54                |                   |                   |
| Yuehua Entertainment (乐华娱乐)                                 | Hu Chunyang (胡春杨)    | C                      | D                      | 6                 | 3                 | 9                        | 5                 | 4,377,653         | 5                 | 2                        | 3                 | 10,531,278        | 4                        | 5                 | 6,176,167         | 6                 | 4,427,507         | 6                 |                   |                   |
| Yuehua Entertainment (乐华娱乐)                                 | Hu Wenxuan (胡文煊)     | C                      | C                      | 21                | 19                | 8                        | 15                | 1,091,316         | 15                | 17                       | 24                | 4,258,592         | 13                       | Eliminado         | Eliminado         | Eliminado         | Eliminado         | 24                |                   |                   |
| Yuehua Entertainment (乐华娱乐)                                 | Li Wenhan (李汶翰)      | B                      | A                      | 2                 | 1                 | 15                       | 1                 | 7,373,402         | 1                 | 4                        | 1                 | 17,472,473        | 1                        | 1                 | 9,277,879         | 1                 | 8,457,091         | 1                 |                   |                   |
| AM8 Entrertainment (亚美娱乐)                                   | Casper (卡斯柏)         | B                      | A                      | 7                 | Deixou o programa | Deixou o programa        | Deixou o programa | Deixou o programa | Deixou o programa | Deixou o programa        | Deixou o programa | Deixou o programa | Deixou o programa        | Deixou o programa | Deixou o programa | Deixou o programa | Deixou o programa | Deixou o programa |                   |                   |
| Individual Trainee                                              | Lian Huaiwei (连淮伟)   | B                      | A                      | 3                 | 5                 | 51                       | 6                 | 3,668,394         | 6                 | 18                       | 6                 | 7,591,084         | 10                       | 12                | 4,404,978         | 10                | 3,499,722         | 10                |                   |                   |
| E Star Plus (亿星明加)                                          | Lin Yuzhi (林渝植)      | C                      | C                      | 38                | 74                | 29                       | 48                | 339,243           | 46                | 32                       | 35                | 3,905,044         | 33                       | Eliminado         | Eliminado         | Eliminado         | Eliminado         | 31                |                   |                   |
| G&Y Culture (光印文化)                                          | Fu Hongyi (傅弘奕)      | F                      | D                      | 59                | 89                | 21                       | Salvo             | Salvo             | 50                | 31                       | Eliminado         | Eliminado         | Eliminado                | Eliminado         | Eliminado         | Eliminado         | Eliminado         | 51                |                   |                   |
| M Academy China (勤嘉文化)                                      | Yu Lingao (于凌傲)      | C                      | B                      | 57                | 42                | 41                       | Eliminado         | Eliminado         | Eliminado         | Eliminado                | Eliminado         | Eliminado         | Eliminado                | Eliminado         | Eliminado         | Eliminado         | Eliminado         | 67-96             |                   |                   |
| Star Master Entertainment (匠星娱乐)                            | Jia Yi (嘉羿)           | B                      | A                      | 4                 | 4                 | 6                        | 4                 | 6,025,757         | 2                 | 19                       | 5                 | 8,431,253         | 5                        | 6                 | 6,029,017         | 5                 | 4,768,211         | 5                 |                   |                   |
| Star Master Entertainment (匠星娱乐)                            | Jin Fan (靳凡)          | D                      | B                      | 49                | 83                | 32                       | Eliminado         | Eliminado         | Eliminado         | Eliminado                | Eliminado         | Eliminado         | Eliminado                | Eliminado         | Eliminado         | Eliminado         | Eliminado         | 67-96             |                   |                   |
| Star Master Entertainment (匠星娱乐)                            | Lin Mo (林陌)           | C                      | C                      | 17                | 16                | 4                        | 16                | 1,016,843         | 14                | 28                       | 17                | 4,941,035         | 16                       | 16                | 3,327,157         | 14                | 890,607           | 14                |                   |                   |
| Star Master Entertainment (匠星娱乐)                            | Zhan Yu (展羽)          | D                      | B                      | 34                | 69                | 25                       | 47                | 339,864           | 40                | 37                       | Salvo             | Salvo             | 25                       | Eliminado         | Eliminado         | Eliminado         | Eliminado         | 33                |                   |                   |
| Star Master Entertainment (匠星娱乐)                            | Zhen Nan (圳南)         | C                      | D                      | 51                | 77                | 49                       | Eliminado         | Eliminado         | Eliminado         | Eliminado                | Eliminado         | Eliminado         | Eliminado                | Eliminado         | Eliminado         | Eliminado         | Eliminado         | 63                |                   |                   |
| CAST PLANET (卡司星球)                                          | Guan Yue (管栎)         | B                      | A                      | 8                 | 6                 | 17                       | 3                 | 6,322,775         | 3                 | 3                        | 2                 | 11,440,233        | 2                        | 2                 | 7,645,619         | 4                 | 4,938,914         | 4                 |                   |                   |
| CAST PLANET (卡司星球)                                          | Shen Qunfeng (沈群丰)   | D                      | F                      | 58                | 75                | 31                       | 42                | 387,807           | 45                | 20                       | 33                | 4,021,079         | 25                       | Eliminado         | Eliminado         | Eliminado         | Eliminado         | 30                |                   |                   |
| Jiashang Media (嘉尚传媒)                                       | Ke Qinming (柯钦明)     | F                      | D                      | 42                | 76                | 51                       | Eliminado         | Eliminado         | Eliminado         | Eliminado                | Eliminado         | Eliminado         | Eliminado                | Eliminado         | Eliminado         | Eliminado         | Eliminado         | 67-96             |                   |                   |
| Jiashang Media (嘉尚传媒)                                       | Wu Zelin (吴泽林)       | F                      | F                      | 25                | 33                | 16                       | 37                | 474,599           | 25                | 41                       | 34                | 3,969,025         | 36                       | Eliminado         | Eliminado         | Eliminado         | Eliminado         | 37                |                   |                   |
| Jiashang Media (嘉尚传媒)                                       | Xie Junze (谢俊泽)      | F                      | F                      | 77                | 94                | 36                       | Eliminado         | Eliminado         | Eliminado         | Eliminado                | Eliminado         | Eliminado         | Eliminado                | Eliminado         | Eliminado         | Eliminado         | Eliminado         | 67-96             |                   |                   |
| Jiashang Media (嘉尚传媒)                                       | Ye Helin (叶河林)       | F                      | D                      | 19                | 28                | 51                       | 33                | 518,850           | 23                | 49                       | Eliminado         | Eliminado         | Eliminado                | Eliminado         | Eliminado         | Eliminado         | Eliminado         | 42                |                   |                   |
| China Music (国韵文化)                                          | Jin Yongxian (金永先)   | D                      | D                      | 71                | 68                | 35                       | Eliminado         | Eliminado         | Eliminado         | Eliminado                | Eliminado         | Eliminado         | Eliminado                | Eliminado         | Eliminado         | Eliminado         | Eliminado         | 67-96             |                   |                   |
| ONE COOL JASCO Entertainment (天加一文化传媒)                   | Wen Yechen (文邺辰)     | D                      | B                      | 61                | 48                | 51                       | 44                | 359,838           | 51                | 14                       | Salvo             | Salvo             | 29                       | Eliminado         | Eliminado         | Eliminado         | Eliminado         | 29                |                   |                   |
| ONE COOL JASCO Entertainment (天加一文化传媒)                   | Yao Mingming (姚明明)   | C                      | C                      | 15                | 8                 | 51                       | 7                 | 2,175,588         | 9                 | 22                       | 10                | 6,715,765         | 13                       | 3                 | 6,531,168         | 3                 | 4,990,867         | 3                 |                   |                   |
| Show City Times (少城时代)                                      | Deng Chaoyuan (邓超元)  | D                      | D                      | 11                | 9                 | 1                        | 12                | 1,343,458         | 12                | 23                       | 12                | 6,176,012         | 8                        | 9                 | 5,480,863         | 13                | 2,116,068         | 13                |                   |                   |
| Show City Times (少城时代)                                      | Hu Jiahao (胡家豪)      | D                      | F                      | 78                | 35                | 51                       | 54                | 310,887           | 38                | 40                       | Eliminado         | Eliminado         | Eliminado                | Eliminado         | Eliminado         | Eliminado         | Eliminado         | 40                |                   |                   |
| Show City Times (少城时代)                                      | Xia Hanyu (夏瀚宇)      | B                      | A                      | 63                | 30                | 24                       | 20                | 818,908           | 11                | 1                        | 8                 | 6,994,305         | 12                       | 8                 | 5,603,770         | 7                 | 3,785,916         | 7                 |                   |                   |
| TMXY Media Entertainment (彤梦心缘)                             | Li Zonglin (李宗霖)     | F                      | D                      | 14                | 24                | 51                       | 30                | 555,597           | 32                | 38                       | 32                | 4,061,633         | 23                       | Eliminado         | Eliminado         | Eliminado         | Eliminado         | 35                |                   |                   |
| Zhejiang Leisure Media Entertainment (从容影视)                 | Ye Ziming (叶子铭)      | B                      | A                      | 60                | 90                | 51                       | 34                | 506,663           | 54                | 30                       | Eliminado         | Eliminado         | Eliminado                | Eliminado         | Eliminado         | Eliminado         | Eliminado         | 47                |                   |                   |
| Zhejiang Leisure Media Entertainment (从容影视)                 | Li Zhifan (李之繁)      | D                      | B                      | Deixou o programa | Deixou o programa | Deixou o programa        | Deixou o programa | Deixou o programa | Deixou o programa | Deixou o programa        | Deixou o programa | Deixou o programa | Deixou o programa        | Deixou o programa | Deixou o programa | Deixou o programa | Deixou o programa | Deixou o programa | Deixou o programa | Deixou o programa |
| Ciwen Media (慈文传媒)                                          | Chen Youwei (陈宥维)    | F                      | F                      | 1                 | 2                 | 2                        | 2                 | 6,675,058         | 4                 | 26                       | 4                 | 8,876,127         | 9                        | 4                 | 6,320,043         | 8                 | 3,667,518         | 8                 |                   |                   |
| Ciwen Media (慈文传媒)                                          | Deng Zeming (邓泽鸣)    | Deixou o programa      | Deixou o programa      | Deixou o programa | Deixou o programa | Deixou o programa        | Deixou o programa | Deixou o programa | Deixou o programa | Deixou o programa        | Deixou o programa | Deixou o programa | Deixou o programa        | Deixou o programa | Deixou o programa | Deixou o programa | Deixou o programa | Deixou o programa |                   |                   |
| New Classics Media Entertainment (新丽传媒)                     | Sun Zelin (孙泽霖)      | D                      | D                      | 40                | 55                | 23                       | 43                | 384,339           | 31                | 29                       | 28                | 4,110,701         | 25                       | Eliminado         | Eliminado         | Eliminado         | Eliminado         | 32                |                   |                   |
| New Smile Film Entertainment (新微笑影视)                       | Shi Xin (石锌)          | C                      | F                      | 97                | 97                | 51                       | Eliminado         | Eliminado         | Eliminado         | Eliminado                | Eliminado         | Eliminado         | Eliminado                | Eliminado         | Eliminado         | Eliminado         | Eliminado         | 67-96             |                   |                   |
| Xshow Entertainment (新美星秀)                                  | Duan Xuyu (段旭宇)      | D                      | C                      | 68                | 86                | 51                       | Eliminado         | Eliminado         | Eliminado         | Eliminado                | Eliminado         | Eliminado         | Eliminado                | Eliminado         | Eliminado         | Eliminado         | Eliminado         | 67-96             |                   |                   |
| Asian Stars Media (星之传媒)                                    | Zhou Shiyuan (周士原)   | C                      | C                      | 29                | 15                | 51                       | 27                | 627,189           | 22                | 15                       | 14                | 5,563,149         | 22                       | 14                | 3,381,245         | 21                | 129,333           | 21                |                   |                   |
| Big Picture Universal (星映环球)                                | Lin Zheyu (林哲宇)      | C                      | B                      | 67                | 25                | 6                        | 26                | 638,214           | 48                | 50                       | Eliminado         | Eliminado         | Eliminado                | Eliminado         | Eliminado         | Eliminado         | Eliminado         | 50                |                   |                   |
| Big Picture Universal (星映环球)                                | Qi Zhihao (漆志豪)      | C                      | D                      | 94                | 51                | 46                       | 56                | 301,140           | 61                | 52                       | Eliminado         | Eliminado         | Eliminado                | Eliminado         | Eliminado         | Eliminado         | Eliminado         | 61                |                   |                   |
| Big Picture Universal (星映环球)                                | Shao Haofan (邵浩帆)    | C                      | D                      | 91                | 29                | 10                       | 32                | 553,638           | 34                | 33                       | 25                | 4,256,107         | 25                       | Salvo             | Salvo             | 19                | 254,840           | 19                |                   |                   |
| Big Picture Universal (星映环球)                                | Wen Kaiwei (温凯崴)     | C                      | C                      | 96                | 50                | 40                       | 36                | 498,249           | 62                | 57                       | Eliminado         | Eliminado         | Eliminado                | Eliminado         | Eliminado         | Eliminado         | Eliminado         | 62                |                   |                   |
| XCSS Entertainment (星灿盛世)                                   | Chen Bokai (陈柏凯)     | F                      | F                      | 28                | 43                | 51                       | Eliminado         | Eliminado         | Eliminado         | Eliminado                | Eliminado         | Eliminado         | Eliminado                | Eliminado         | Eliminado         | Eliminado         | Eliminado         | 67-96             |                   |                   |
| Mountain Culture (等风来工作室)                                 | Wang Jiayi (王加一)     | B                      | B                      | 5                 | 7                 | 37                       | 8                 | 2,077,986         | 18                | 55                       | 29                | 4,110,553         | 31                       | Eliminado         | Eliminado         | Eliminado         | Eliminado         | 36                |                   |                   |
| FutureONE Entertainment (未来壹娱乐)                            | Kou Cong (寇聪)         | D                      | B                      | 95                | 84                | 51                       | 50                | 331,088           | 55                | 35                       | Eliminado         | Eliminado         | Eliminado                | Eliminado         | Eliminado         | Eliminado         | Eliminado         | 57                |                   |                   |
| FutureONE Entertainment (未来壹娱乐)                            | Liu Yuhang (刘宇航)     | D                      | D                      | 80                | 80                | 51                       | Eliminado         | Eliminado         | Eliminado         | Eliminado                | Eliminado         | Eliminado         | Eliminado                | Eliminado         | Eliminado         | Eliminado         | Eliminado         | 67-96             |                   |                   |
| FutureONE Entertainment (未来壹娱乐)                            | Wu Fei (吴飞)           | D                      | D                      | 65                | 72                | 51                       | Eliminado         | Eliminado         | Eliminado         | Eliminado                | Eliminado         | Eliminado         | Eliminado                | Eliminado         | Eliminado         | Eliminado         | Eliminado         | 64-65             |                   |                   |
| FutureONE Entertainment (未来壹娱乐)                            | Yang Ning (杨宁)        | D                      | D                      | 50                | 70                | 51                       | 45                | 356,068           | 57                | 46                       | Eliminado         | Eliminado         | Eliminado                | Eliminado         | Eliminado         | Eliminado         | Eliminado         | 44                |                   |                   |
| Gramarie Entertainment (果然娱乐)                               | Tang Shuya (唐书亚)     | F                      | F                      | 81                | 85                | 14                       | Eliminado         | Eliminado         | Eliminado         | Eliminado                | Eliminado         | Eliminado         | Eliminado                | Eliminado         | Eliminado         | Eliminado         | Eliminado         | 67-96             |                   |                   |
| Gramarie Entertainment (果然娱乐)                               | Wu Chengze (吴承泽)     | D                      | F                      | 12                | 17                | 51                       | 22                | 789,572           | 26                | 27                       | 27                | 4,120,774         | 38                       | 19                | 3,185,346         | 22                | 103,491           | 22                |                   |                   |
| Gramarie Entertainment (果然娱乐)                               | Yang Gen (杨亘)         | D                      | F                      | 53                | 49                | 43                       | Eliminado         | Eliminado         | Eliminado         | Eliminado                | Eliminado         | Eliminado         | Eliminado                | Eliminado         | Eliminado         | Eliminado         | Eliminado         | 67-96             |                   |                   |
| Gramarie Entertainment (果然娱乐)                               | Zhao Tiange (赵天戈)    | F                      | F                      | 72                | 26                | 51                       | Eliminado         | Eliminado         | Eliminado         | Eliminado                | Eliminado         | Eliminado         | Eliminado                | Eliminado         | Eliminado         | Eliminado         | Eliminado         | 67-96             |                   |                   |
| Boli Culture Entertainment (波利文化)                           | Li Lian (李炼)          | F                      | F                      | 92                | 87                | 51                       | Eliminado         | Eliminado         | Eliminado         | Eliminado                | Eliminado         | Eliminado         | Eliminado                | Eliminado         | Eliminado         | Eliminado         | Eliminado         | 67-96             |                   |                   |
| Haohan Entertainment (浩瀚娱乐)                                 | Zhou Chuanjun (周川珺)  | F                      | F                      | 46                | 73                | 21                       | 52                | 311,918           | 47                | 35                       | Eliminado         | Eliminado         | Eliminado                | Eliminado         | Eliminado         | Eliminado         | Eliminado         | 52                |                   |                   |
| Ocean Butterflies Music (海蝶國際集團)                          | Xu Bingchao (徐炳超)    | B                      | D                      | 43                | 53                | 5                        | 35                | 498,427           | 17                | 13                       | 16                | 5,418,276         | 20                       | Eliminado         | Eliminado         | Eliminado         | Eliminado         | 26                |                   |                   |
| White Media China (白色系)                                      | Bo Yuan (伯远)          | F                      | B                      | 36                | 54                | 49                       | 53                | 311,110           | 49                | 47                       | Salvo             | Salvo             | 31                       | Eliminado         | Eliminado         | Eliminado         | Eliminado         | 34                |                   |                   |
| White Media China (白色系)                                      | Meng En (蒙恩)          | F                      | F                      | 31                | 47                | 51                       | Eliminado         | Eliminado         | Eliminado         | Eliminado                | Eliminado         | Eliminado         | Eliminado                | Eliminado         | Eliminado         | Eliminado         | Eliminado         | 67-96             |                   |                   |
| White Media China (白色系)                                      | Zhuo Yuan (卓沅)        | F                      | C                      | 62                | 59                | 46                       | 58                | 285,884           | 44                | 61                       | Eliminado         | Eliminado         | Eliminado                | Eliminado         | Eliminado         | Eliminado         | Eliminado         | 39                |                   |                   |
| Sony Music (索尼音乐娱乐)                                       | Chen Yunong (陈雨浓)    | D                      | D                      | 41                | 71                | 44                       | 40                | 429,249           | 59                | 58                       | Eliminado         | Eliminado         | Eliminado                | Eliminado         | Eliminado         | Eliminado         | Eliminado         | 59                |                   |                   |
| Sony Music (索尼音乐娱乐)                                       | Cui Shaopeng (崔少鹏)   | D                      | C                      | 84                | 88                | 44                       | 49                | 332,718           | 60                | 43                       | Eliminado         | Eliminado         | Eliminado                | Eliminado         | Eliminado         | Eliminado         | Eliminado         | 60                |                   |                   |
| Sony Music (索尼音乐娱乐)                                       | Su Yuhang (苏宇航)      | D                      | B                      | 93                | 79                | 12                       | 51                | 326,056           | 52                | 44                       | Eliminado         | Eliminado         | Eliminado                | Eliminado         | Eliminado         | Eliminado         | Eliminado         | 49                |                   |                   |
| Sony Music (索尼音乐娱乐)                                       | Xu Fangzhou (徐方舟)    | C                      | A                      | 64                | 23                | 51                       | 23                | 777,509           | 29                | 34                       | 31                | 4,102,512         | 25                       | 17                | 3,281,175         | 18                | 282,936           | 18                |                   |                   |
| Y Star Entertainment (翌星传媒)                                 | Lu Junjie (卢俊杰)      | D                      | F                      | 87                | 96                | 37                       | Eliminado         | Eliminado         | Eliminado         | Eliminado                | Eliminado         | Eliminado         | Eliminado                | Eliminado         | Eliminado         | Eliminado         | Eliminado         | 67-96             |                   |                   |
| Shanghai You Hug Media Company (耀客娱乐)                       | Huang Hongxuan (黄宏轩) | D                      | D                      | 76                | 92                | 51                       | Eliminado         | Eliminado         | Eliminado         | Eliminado                | Eliminado         | Eliminado         | Eliminado                | Eliminado         | Eliminado         | Eliminado         | Eliminado         | 67-96             |                   |                   |
| Huaying Entertainment (华影艺星)                                | Gao Xiaosong (高晓松)   | F                      | F                      | 39                | 78                | 28                       | Eliminado         | Eliminado         | Eliminado         | Eliminado                | Eliminado         | Eliminado         | Eliminado                | Eliminado         | Eliminado         | Eliminado         | Eliminado         | 67-96             |                   |                   |
| Huace Media Group (华策集团)                                    | Jiang Shengmin (姜圣民) | C                      | A                      | 74                | 34                | Deixou o programa        | Deixou o programa | Deixou o programa | Deixou o programa | Deixou o programa        | Deixou o programa | Deixou o programa | Deixou o programa        | Deixou o programa | Deixou o programa | Deixou o programa | Deixou o programa | Deixou o programa | Deixou o programa |                   |
| Huace Media Group (华策集团)                                    | Lin Minsheng (林敏生)   | C                      | C                      | 90                | 63                | 51                       | Eliminado         | Eliminado         | Eliminado         | Eliminado                | Eliminado         | Eliminado         | Eliminado                | Eliminado         | Eliminado         | Eliminado         | Eliminado         | 67-96             |                   |                   |
| Huace Media Group (华策集团)                                    | Qi Haoran (齐浩然)      | D                      | C                      | 55                | 31                | 51                       | Eliminado         | Eliminado         | Eliminado         | Eliminado                | Eliminado         | Eliminado         | Eliminado                | Eliminado         | Eliminado         | Eliminado         | Eliminado         | 64-65             |                   |                   |
| Huace Media Group (华策集团)                                    | Shao Qiming (邵奇明)    | D                      | C                      | 88                | 45                | 51                       | Eliminado         | Eliminado         | Eliminado         | Eliminado                | Eliminado         | Eliminado         | Eliminado                | Eliminado         | Eliminado         | Eliminado         | Eliminado         | 67-96             |                   |                   |
| Huace Media Group (华策集团)                                    | Tian Dao (田岛)         | D                      | C                      | 69                | 44                | 51                       | Eliminado         | Eliminado         | Eliminado         | Eliminado                | Eliminado         | Eliminado         | Eliminado                | Eliminado         | Eliminado         | Eliminado         | Eliminado         | 67-96             |                   |                   |
| Huace Media Group (华策集团)                                    | Yin Shi (殷实)          | D                      | D                      | 75                | 38                | 51                       | 57                | 294,064           | 36                | 60                       | Eliminado         | Eliminado         | Eliminado                | Eliminado         | Eliminado         | Eliminado         | Eliminado         | 41                |                   |                   |
| OACA Entertainment (觉醒东方)                                   | Chen You (陈佑)         | D                      | F                      | 33                | 61                | 51                       | 55                | 305,983           | 58                | 59                       | Eliminado         | Eliminado         | Eliminado                | Eliminado         | Eliminado         | Eliminado         | Eliminado         | 56                |                   |                   |
| OACA Entertainment (觉醒东方)                                   | Daniel (丹尼尔)         | D                      | D                      | 30                | 46                | 33                       | Eliminado         | Eliminado         | Eliminado         | Eliminado                | Eliminado         | Eliminado         | Eliminado                | Eliminado         | Eliminado         | Eliminado         | Eliminado         | 67-96             |                   |                   |
| OACA Entertainment (觉醒东方)                                   | Feng Junjie (冯俊杰)    | C                      | A                      | 13                | 18                | 19                       | 14                | 1,143,640         | 21                | 24                       | 22                | 4,293,977         | 33                       | Salvo             | Salvo             | 20                | 199,945           | 20                |                   |                   |
| OACA Entertainment (觉醒东方)                                   | He Changxi (何昶希)     | C                      | A                      | 10                | 12                | 51                       | 9                 | 1,775,620         | 13                | 10                       | 11                | 6,563,940         | 6                        | 13                | 4,297,992         | 9                 | 3,531,188         | 9                 |                   |                   |
| CNC Records (超能唱片)                                          | Feng Tianhao (冯天豪)   | C                      | B                      | 86                | 37                | 29                       | Eliminado         | Eliminado         | Eliminado         | Eliminado                | Eliminado         | Eliminado         | Eliminado                | Eliminado         | Eliminado         | Eliminado         | Eliminado         | 67-96             |                   |                   |
| CNC Records (超能唱片)                                          | Li Chenyang (李晨阳)    | C                      | C                      | 70                | 36                | 51                       | Eliminado         | Eliminado         | Eliminado         | Eliminado                | Eliminado         | Eliminado         | Eliminado                | Eliminado         | Eliminado         | Eliminado         | Eliminado         | 67-96             |                   |                   |
| Bates MeThinks (达意美施)                                       | Chen Sijian (陈思键)    | B                      | C                      | 32                | 14                | 51                       | 18                | 943,171           | 24                | 20                       | 21                | 4,521,596         | 21                       | 18                | 3,226,574         | 15                | 621,419           | 15                |                   |                   |
| AppMagics (迈吉传媒)                                            | Ding Feijun (丁飞俊)    | D                      | F                      | 24                | 27                | 18                       | 39                | 438,383           | 35                | 12                       | 30                | 4,110,363         | 25                       | Eliminado         | Eliminado         | Eliminado         | Eliminado         | 27                |                   |                   |
| IV Idea Picture (青藤文化)                                      | Wu Ming (吳銘)          | F                      | D                      | 79                | 93                | 51                       | Eliminado         | Eliminado         | Eliminado         | Eliminado                | Eliminado         | Eliminado         | Eliminado                | Eliminado         | Eliminado         | Eliminado         | Eliminado         | 67-96             |                   |                   |
| IV Idea Picture (青藤文化)                                      | Xu Longhan (许珑瀚)     | F                      | D                      | 54                | 22                | 51                       | 17                | 955,755           | 20                | 11                       | 23                | 4,280,172         | 36                       | Eliminado         | Eliminado         | Eliminado         | Eliminado         | 28                |                   |                   |
| Banana Entertainment (香蕉娱乐)                                 | Che Huixuan (车慧轩)    | F                      | A                      | 27                | 39                | 51                       | 24                | 743,739           | 43                | 53                       | Eliminado         | Eliminado         | Eliminado                | Eliminado         | Eliminado         | Eliminado         | Eliminado         | 45                |                   |                   |
| Banana Entertainment (香蕉娱乐)                                 | Li Huangyi (李皇逸)     | D                      | D                      | 47                | 82                | 51                       | Eliminado         | Eliminado         | Eliminado         | Eliminado                | Eliminado         | Eliminado         | Eliminado                | Eliminado         | Eliminado         | Eliminado         | Eliminado         | 66                |                   |                   |
| Banana Entertainment (香蕉娱乐)                                 | Wang Zhe (王喆)         | F                      | F                      | 9                 | 10                | 20                       | 13                | 1,336,766         | 27                | 48                       | 15                | 5,529,867         | 18                       | 15                | 3,361,851         | 17                | 392,230           | 17                |                   |                   |
| Mavericks Entertainment (麦锐娱乐)                              | Lou Jiongze (楼炅择)    | D                      | C                      | 44                | 56                | 51                       | Eliminado         | Eliminado         | Eliminado         | Eliminado                | Eliminado         | Eliminado         | Eliminado                | Eliminado         | Eliminado         | Eliminado         | Eliminado         | 67-96             |                   |                   |
| Mavericks Entertainment (麦锐娱乐)                              | Peng Changhua (彭昶桦)  | C                      | B                      | 35                | 57                | 42                       | Eliminado         | Eliminado         | Eliminado         | Eliminado                | Eliminado         | Eliminado         | Eliminado                | Eliminado         | Eliminado         | Eliminado         | Eliminado         | 67-96             |                   |                   |
| Mavericks Entertainment (麦锐娱乐)                              | Yao Chi (姚弛)          | C                      | C                      | 18                | 11                | 51                       | 10                | 1,749,405         | 7                 | 6                        | 7                 | 7,120,995         | 6                        | 10                | 4,632,516         | 12                | 3,239,468         | 12                |                   |                   |
| Mavericks Entertainment (麦锐娱乐)                              | Zhou Xiangheng (周湘恒) | B                      | B                      | 52                | 64                | 37                       | Eliminado         | Eliminado         | Eliminado         | Eliminado                | Eliminado         | Eliminado         | Eliminado                | Eliminado         | Eliminado         | Eliminado         | Eliminado         | 67-96             |                   |                   |
| BG Project (黑金计划)                                           | Li Zhenning (李振宁)    | D                      | C                      | 48                | 62                | 3                        | 21                | 807,767           | 10                | 25                       | 13                | 5,860,409         | 11                       | 7                 | 5,762,839         | 2                 | 5,655,150         | 2                 |                   |                   |
| BG Project (黑金计划)                                           | Ou Tianrui (区天瑞)     | D                      | D                      | 73                | 67                | 51                       | Eliminado         | Eliminado         | Eliminado         | Eliminado                | Eliminado         | Eliminado         | Eliminado                | Eliminado         | Eliminado         | Eliminado         | Eliminado         | 67-96             |                   |                   |
| BG Project (黑金计划)                                           | Shi Mingze (师铭泽)     | D                      | D                      | 23                | 20                | 51                       | 19                | 904,979           | 19                | 8                        | 19                | 19                | 4,453,715                | Eliminado         | Eliminado         | Eliminado         | Eliminado         | 25                |                   |                   |
| BG Project (黑金计划)                                           | Shi Zhan (施展)         | D                      | D                      | 26                | 13                | 13                       | 11                | 1,363,804         | 8                 | 5                        | 9                 | 6,876,214         | 3                        | 11                | 4,554,806         | 11                | 3,323,160         | 11                |                   |                   |
| BG Project (黑金计划)                                           | Yao Bolan (姚博岚)      | D                      | F                      | 98                | 60                | 27                       | 60                | 285,453           | 56                | 50                       | Eliminado         | Eliminado         | Eliminado                | Eliminado         | Eliminado         | Eliminado         | Eliminado         | 55                |                   |                   |

### Top 9
|   | E02                   | E03                    | E04 (Votos da audiência)           | E05                   | E06                   | E07 (Votos da audiência) | E08                   | E09 (Votos da audiência)             | E10                    | E12                   |
| - | --------------------- | ---------------------- | ---------------------------------- | --------------------- | --------------------- | ------------------------ | --------------------- | ------------------------------------ | ---------------------- | --------------------- |
| 1 | Chen Youwei (陈宥维)  | Li Wenhan (李汶翰)     | Deng Chaoyuan (邓超元)             | Li Wenhan (李汶翰)    | Li Wenhan (李汶翰)    | Xia Hanyu (夏瀚宇)       | Li Wenhan (李汶翰)    | Li Wenhan (李汶翰)                   | Li Wenhan (李汶翰)     | Li Wenhan (李汶翰)    |
| 2 | Li Wenhan (李汶翰)    | Chen Youwei (陈宥维)   | Chen Youwei (陈宥维)               | Chen Youwei (陈宥维)  | Jia Yi (嘉羿)         | Hu Chunyang (胡春杨)     | Guan Yue (管栎)       | Guan Yue (管栎)                      | Guan Yue (管栎)        | Li Zhenning (李振宁)  |
| 3 | Lian Huaiwei (连淮伟) | Hu Chunyang (胡春杨)   | Li Zhenning (李振宁)               | Guan Yue (管栎)       | Guan Yue (管栎)       | Guan Yue (管栎)          | Hu Chunyang (胡春杨)  | Shi Zhan (施展)                      | Yao Mingming (姚明明)  | Yao Mingming (姚明明) |
| 4 | Jia Yi (嘉羿)         | Jia Yi (嘉羿)          | Lin Mo (林陌)                      | Jia Yi (嘉羿)         | Chen Youwei (陈宥维)  | Li Wenhan (李汶翰)       | Chen Youwei (陈宥维)  | Hu Chunyang (胡春杨)                 | Chen Youwei (陈宥维)   | Guan Yue (管栎)       |
| 5 | Wang Jiayi (王加一)   | Lian Huaiwei (连淮伟)  | Xu Bingchao (徐炳超)               | Hu Chunyang (胡春杨)  | Hu Chunyang (胡春杨)  | Shi Zhan (施展)          | Jia Yi (嘉羿)         | Jia Yi (嘉羿)                        | Hu Chunyang (胡春杨)   | Jia Yi (嘉羿)         |
| 6 | Hu Chunyang (胡春杨)  | Guan Yue (管栎)        | Lin Zheyu (林哲宇) & Jia Yi (嘉羿) | Lian Huaiwei (连淮伟) | Lian Huaiwei (连淮伟) | Lian Huaiwei (连淮伟)    | Lian Huaiwei (连淮伟) | He Changxi (何昶希) & Yao Chi (姚弛) | Jia Yi (嘉羿)          | Hu Chunyang (胡春杨)  |
| 7 | Casper (卡斯柏)       | Wang Jiayi (王加一)    | Lin Zheyu (林哲宇) & Jia Yi (嘉羿) | Yao Mingming (姚明明) | Yao Chi (姚弛)        | Gu landi (谷蓝帝)        | Yao Chi (姚弛)        | He Changxi (何昶希) & Yao Chi (姚弛) | Li Zhenning (李振宁)   | Xia Hanyu (夏瀚宇)    |
| 8 | Guan Yue (管栎)       | Yao Mingming (姚明明)  | Hu Wenxuan (胡文煊)                | Wang Jiayi (王加一)   | Shi Zhan (施展)       | Shi Mingze (师铭泽)      | Xia Hanyu (夏瀚宇)    | Deng Chaoyuan (邓超元)               | Xia Hanyu (夏瀚宇)     | Chen Youwei (陈宥维)  |
| 9 | Wang Zhe (王喆)       | Deng Chaoyuan (邓超元) | Hu Chunyang (胡春杨)               | He Changxi (何昶希)   | Yao Mingming (姚明明) | Wang Yi (王奕)           | Shi Zhan (施展)       | Chen Youwei (陈宥维)                 | Deng Chaoyuan (邓超元) | He Changxi (何昶希)   |

## Missões

### Missão 1: Avaliação de grupos
Legenda
- Vencedor
- Líder
- Center

| Música                          | Artista original      | Time | Nome           | Classificação |
| ------------------------------- | --------------------- | ---- | -------------- | ------------- |
| 火 (Fire)                       | A-Mei (張惠妹)        | A    | He Changxi     | 51            |
| 火 (Fire)                       | A-Mei (張惠妹)        | A    | Lin Minsheng   | 51            |
| 火 (Fire)                       | A-Mei (張惠妹)        | A    | Tian Dao       | 51            |
| 火 (Fire)                       | A-Mei (張惠妹)        | A    | Jiang Shengmin | 51            |
| 火 (Fire)                       | A-Mei (張惠妹)        | A    | Yin Shi        | 51            |
| 火 (Fire)                       | A-Mei (張惠妹)        | A    | Qi Haoran      | 51            |
| 火 (Fire)                       | A-Mei (張惠妹)        | A    | Shao Qiming    | 51            |
| 火 (Fire)                       | A-Mei (張惠妹)        | B    | Su Yuhang      | 12            |
| 火 (Fire)                       | A-Mei (張惠妹)        | B    | Cui Shaopeng   | 44            |
| 火 (Fire)                       | A-Mei (張惠妹)        | B    | Chen Yunong    | 44            |
| 火 (Fire)                       | A-Mei (張惠妹)        | B    | Lin Zheyu      | 7             |
| 火 (Fire)                       | A-Mei (張惠妹)        | B    | Qi Zhihao      | 46            |
| 火 (Fire)                       | A-Mei (張惠妹)        | B    | Wen Kaiwei     | 40            |
| 火 (Fire)                       | A-Mei (張惠妹)        | B    | Shao Haofan    | 10            |
| 斗 (Fight)                      | HIT-5                 | A    | Feng Tianhao   | 29            |
| 斗 (Fight)                      | HIT-5                 | A    | Wu Zelin       | 16            |
| 斗 (Fight)                      | HIT-5                 | A    | Daniel         | 33            |
| 斗 (Fight)                      | HIT-5                 | A    | Fu Hongyi      | 21            |
| 斗 (Fight)                      | HIT-5                 | A    | Yao Bolan      | 27            |
| 斗 (Fight)                      | HIT-5                 | A    | Yu Lingao      | 41            |
| 斗 (Fight)                      | HIT-5                 | A    | Zhou Chuanjun  | 21            |
| 斗 (Fight)                      | HIT-5                 | B    | Yang Ning      | 51            |
| 斗 (Fight)                      | HIT-5                 | B    | Hu Jiahao      | 51            |
| 斗 (Fight)                      | HIT-5                 | B    | Chen Bokai     | 51            |
| 斗 (Fight)                      | HIT-5                 | B    | Chen You       | 51            |
| 斗 (Fight)                      | HIT-5                 | B    | Zhao Tiange    | 51            |
| 斗 (Fight)                      | HIT-5                 | B    | Li Lian        | 51            |
| NAMANANA                        | Lay                   | A    | Lin Mo         | 4             |
| NAMANANA                        | Lay                   | A    | Feng Junjie    | 19            |
| NAMANANA                        | Lay                   | A    | Hu Wenxuan     | 6             |
| NAMANANA                        | Lay                   | A    | Zhuo Yuan      | 46            |
| NAMANANA                        | Lay                   | A    | Bo Yuan        | 49            |
| NAMANANA                        | Lay                   | B    | Yao Mingming   | 51            |
| NAMANANA                        | Lay                   | B    | Shi Xin        | 51            |
| NAMANANA                        | Lay                   | B    | Li You         | 51            |
| NAMANANA                        | Lay                   | B    | Duan Xuyu      | 51            |
| 紅薔薇白玫瑰 ( Eyes Nose Lips ) | G.E.M (Taeyang)       | A    | Ou Tianrui     | 51            |
| 紅薔薇白玫瑰 ( Eyes Nose Lips ) | G.E.M (Taeyang)       | A    | Huang Hongxuan | 51            |
| 紅薔薇白玫瑰 ( Eyes Nose Lips ) | G.E.M (Taeyang)       | A    | Anthony        | 51            |
| 紅薔薇白玫瑰 ( Eyes Nose Lips ) | G.E.M (Taeyang)       | A    | Gu Landi       | 51            |
| 紅薔薇白玫瑰 ( Eyes Nose Lips ) | G.E.M (Taeyang)       | A    | Li Huangyi     | 51            |
| 紅薔薇白玫瑰 ( Eyes Nose Lips ) | G.E.M (Taeyang)       | A    | Meng En        | 51            |
| 紅薔薇白玫瑰 ( Eyes Nose Lips ) | G.E.M (Taeyang)       | B    | Zhou Xiangheng | 37            |
| 紅薔薇白玫瑰 ( Eyes Nose Lips ) | G.E.M (Taeyang)       | B    | Lu Junjie      | 37            |
| 紅薔薇白玫瑰 ( Eyes Nose Lips ) | G.E.M (Taeyang)       | B    | Gao Xiaosong   | 28            |
| 紅薔薇白玫瑰 ( Eyes Nose Lips ) | G.E.M (Taeyang)       | B    | Tang Shuya     | 14            |
| 紅薔薇白玫瑰 ( Eyes Nose Lips ) | G.E.M (Taeyang)       | B    | Xu Bingchao    | 5             |
| 紅薔薇白玫瑰 ( Eyes Nose Lips ) | G.E.M (Taeyang)       | B    | Yang Gen       | 43            |
| 一笑倾城 (A Smile Is Beautiful) | Silence Wang (汪苏泷) | A    | Wen Yechen     | 51            |
| 一笑倾城 (A Smile Is Beautiful) | Silence Wang (汪苏泷) | A    | Qiu Bohan      | 51            |
| 一笑倾城 (A Smile Is Beautiful) | Silence Wang (汪苏泷) | A    | Che Huixuan    | 51            |
| 一笑倾城 (A Smile Is Beautiful) | Silence Wang (汪苏泷) | A    | Liu Yuhang     | 51            |
| 一笑倾城 (A Smile Is Beautiful) | Silence Wang (汪苏泷) | A    | Lou Jiongze    | 51            |
| 一笑倾城 (A Smile Is Beautiful) | Silence Wang (汪苏泷) | A    | Chen Sijian    | 51            |
| 一笑倾城 (A Smile Is Beautiful) | Silence Wang (汪苏泷) | B    | Shen Bohuai    | 33            |
| 一笑倾城 (A Smile Is Beautiful) | Silence Wang (汪苏泷) | B    | Wang Yi        | 25            |
| 一笑倾城 (A Smile Is Beautiful) | Silence Wang (汪苏泷) | B    | Lin Yuzhi      | 29            |
| 一笑倾城 (A Smile Is Beautiful) | Silence Wang (汪苏泷) | B    | Jin Fan        | 32            |
| 一笑倾城 (A Smile Is Beautiful) | Silence Wang (汪苏泷) | B    | Chen Tao       | 11            |
| 一笑倾城 (A Smile Is Beautiful) | Silence Wang (汪苏泷) | B    | Chen Youwei    | 2             |
| 隔壁泰山 (Tarzan Next Door)     | A Li Lang             | A    | Li Wenhan      | 15            |
| 隔壁泰山 (Tarzan Next Door)     | A Li Lang             | A    | Hu Chunyang    | 9             |
| 隔壁泰山 (Tarzan Next Door)     | A Li Lang             | A    | Xia Hanyu      | 24            |
| 隔壁泰山 (Tarzan Next Door)     | A Li Lang             | A    | Jia Yi         | 6             |
| 隔壁泰山 (Tarzan Next Door)     | A Li Lang             | A    | Guan Yue       | 17            |
| 隔壁泰山 (Tarzan Next Door)     | A Li Lang             | B    | Casper         | 51            |
| 隔壁泰山 (Tarzan Next Door)     | A Li Lang             | B    | Wang Xinyu     | 51            |
| 隔壁泰山 (Tarzan Next Door)     | A Li Lang             | B    | Lian Huanwei   | 51            |
| 隔壁泰山 (Tarzan Next Door)     | A Li Lang             | B    | Ye Ziming      | 51            |
| 隔壁泰山 (Tarzan Next Door)     | A Li Lang             | B    | Kou Cong       | 51            |
| 后退 (Reverse)                  | Gen Neo               | A    | Li Zhenning    | 3             |
| 后退 (Reverse)                  | Gen Neo               | A    | Sun Zelin      | 23            |
| 后退 (Reverse)                  | Gen Neo               | A    | Shi Zan        | 13            |
| 后退 (Reverse)                  | Gen Neo               | A    | Wang Jiayi     | 37            |
| 后退 (Reverse)                  | Gen Neo               | A    | Yang Zhaoyang  | 46            |
| 后退 (Reverse)                  | Gen Neo               | A    | Zhan Yu        | 25            |
| 后退 (Reverse)                  | Gen Neo               | A    | Zhen Nan       | 49            |
| 后退 (Reverse)                  | Gen Neo               | B    | Manny          | 51            |
| 后退 (Reverse)                  | Gen Neo               | B    | Xu Fengzhou    | 51            |
| 后退 (Reverse)                  | Gen Neo               | B    | Deng Bin       | 51            |
| 后退 (Reverse)                  | Gen Neo               | B    | Li Chenyang    | 51            |
| 后退 (Reverse)                  | Gen Neo               | B    | Yaochi         | 51            |
| 后退 (Reverse)                  | Gen Neo               | B    | Zhou Shiyuan   | 51            |
| 后退 (Reverse)                  | Gen Neo               | B    | Wu Chengze     | 51            |
| DREAM                           | Idol Producer         | A    | Wu Fei         | 51            |
| DREAM                           | Idol Producer         | A    | Li Zonglin     | 51            |
| DREAM                           | Idol Producer         | A    | Wu Ming        | 51            |
| DREAM                           | Idol Producer         | A    | Ke Qinming     | 51            |
| DREAM                           | Idol Producer         | A    | Shi Mingze     | 51            |
| DREAM                           | Idol Producer         | A    | Xu Longhan     | 51            |
| DREAM                           | Idol Producer         | A    | Ye Helin       | 51            |
| DREAM                           | Idol Producer         | B    | Jin Yongxian   | 35            |
| DREAM                           | Idol Producer         | B    | Deng Chaoyuan  | 1             |
| DREAM                           | Idol Producer         | B    | Ding Feijun    | 18            |
| DREAM                           | Idol Producer         | B    | Peng Changhua  | 42            |
| DREAM                           | Idol Producer         | B    | Shen Qunfeng   | 31            |
| DREAM                           | Idol Producer         | B    | Wang Zhe       | 20            |
| DREAM                           | Idol Producer         | B    | Xie Junze      | 36            |

### Missão 2: Avaliação de posição
Legenda
- Vencedor
- Líder
- Center
- Líder & Center

| Posição | Música                              | Artista original       | Nome          | Classificação dentro do grupo | Classificação por classe | Classificação geral |
| ------- | ----------------------------------- | ---------------------- | ------------- | ----------------------------- | ------------------------ | ------------------- |
| Vocal   | 你是爱我的 (You Do Love Me)         | A-Mei (張惠妹)         | Feng Junjie   | 2                             | 12                       | 24                  |
| Vocal   | 你是爱我的 (You Do Love Me)         | A-Mei (張惠妹)         | Wang Xinyu    | 4                             | 18                       | 42                  |
| Vocal   | 你是爱我的 (You Do Love Me)         | A-Mei (張惠妹)         | Bo Yuan       | 5                             | 20                       | 47                  |
| Vocal   | 你是爱我的 (You Do Love Me)         | A-Mei (張惠妹)         | Xu Fangzhou   | 3                             | 15                       | 34                  |
| Vocal   | 你是爱我的 (You Do Love Me)         | A-Mei (張惠妹)         | Xia Hanyu     | 1                             | 1                        | 1                   |
| Vocal   | 慢慢等 (Waiting in Patience)        | William Wei            | Ding Feijun   | 1                             | 5                        | 12                  |
| Vocal   | 慢慢等 (Waiting in Patience)        | William Wei            | Chen Yunong   | 5                             | 25                       | 58                  |
| Vocal   | 慢慢等 (Waiting in Patience)        | William Wei            | Li Zonglin    | 4                             | 17                       | 38                  |
| Vocal   | 慢慢等 (Waiting in Patience)        | William Wei            | Sun Zelin     | 2                             | 13                       | 41                  |
| Vocal   | 慢慢等 (Waiting in Patience)        | William Wei            | Zhou Chuanjun | 3                             | 16                       | 35                  |
| Vocal   | 怎么了 (What's Wrong?)              | Eric周興哲             | Li Wenhan     | 1                             | 2                        | 4                   |
| Vocal   | 怎么了 (What's Wrong?)              | Eric周興哲             | Jiayi         | 3                             | 10                       | 19                  |
| Vocal   | 怎么了 (What's Wrong?)              | Eric周興哲             | Deng Chaoyuan | 4                             | 11                       | 23                  |
| Vocal   | 怎么了 (What's Wrong?)              | Eric周興哲             | Wang Zhe      | 5                             | 21                       | 48                  |
| Vocal   | 怎么了 (What's Wrong?)              | Eric周興哲             | Chen Tao      | 2                             | 9                        | 16                  |
| Vocal   | 失落沙洲 (Lost Desert)              | Lala Hsu               | Yao Chi       | 1                             | 3                        | 6                   |
| Vocal   | 失落沙洲 (Lost Desert)              | Lala Hsu               | Lin Zheyu     | 5                             | 22                       | 50                  |
| Vocal   | 失落沙洲 (Lost Desert)              | Lala Hsu               | Shao Haofan   | 3                             | 14                       | 33                  |
| Vocal   | 失落沙洲 (Lost Desert)              | Lala Hsu               | Yang Ning     | 4                             | 19                       | 46                  |
| Vocal   | 失落沙洲 (Lost Desert)              | Lala Hsu               | Zhou Shiyuan  | 2                             | 8                        | 15                  |
| Vocal   | 耳朵 (Ear)                          | Li Ronghao             | Wen Yechen    | 3                             | 7                        | 14                  |
| Vocal   | 耳朵 (Ear)                          | Li Ronghao             | Gu Landi      | 1                             | 4                        | 7                   |
| Vocal   | 耳朵 (Ear)                          | Li Ronghao             | Wang Jiayi    | 4                             | 23                       | 55                  |
| Vocal   | 耳朵 (Ear)                          | Li Ronghao             | Wen Kaiwei    | 5                             | 24                       | 57                  |
| Vocal   | 耳朵 (Ear)                          | Li Ronghao             | Xu Bingchao   | 2                             | 6                        | 13                  |
| Dança   | Turn Up                             | NICKTHEREAL            | Su Yuhang     | 5                             | 12                       | 44                  |
| Dança   | Turn Up                             | NICKTHEREAL            | Li Zhenning   | 4                             | 7                        | 25                  |
| Dança   | Turn Up                             | NICKTHEREAL            | Yin Shi       | 6                             | 16                       | 60                  |
| Dança   | Turn Up                             | NICKTHEREAL            | Hu Wenxuan    | 2                             | 4                        | 17                  |
| Dança   | Turn Up                             | NICKTHEREAL            | Yao Mingming  | 3                             | 6                        | 22                  |
| Dança   | Turn Up                             | NICKTHEREAL            | Guan Yue      | 1                             | 1                        | 3                   |
| Dança   | 骑士精神 (Spirit of the Knights)    | Jolin Tsai             | Lian Huaiwei  | 2                             | 5                        | 18                  |
| Dança   | 骑士精神 (Spirit of the Knights)    | Jolin Tsai             | He Changxi    | 1                             | 2                        | 10                  |
| Dança   | 骑士精神 (Spirit of the Knights)    | Jolin Tsai             | Che Huixuan   | 5                             | 14                       | 53                  |
| Dança   | 骑士精神 (Spirit of the Knights)    | Jolin Tsai             | Deng Bin      | 6                             | 17                       | 53                  |
| Dança   | 骑士精神 (Spirit of the Knights)    | Jolin Tsai             | Lin Mo        | 3                             | 8                        | 28                  |
| Dança   | 骑士精神 (Spirit of the Knights)    | Jolin Tsai             | Ye Helin      | 4                             | 13                       | 49                  |
| Dança   | 一笔江湖 (Everything in One Stroke) | William Chan           | Fu Hongyi     | 2                             | 9                        | 31                  |
| Dança   | 一笔江湖 (Everything in One Stroke) | William Chan           | Kou Cong      | 3                             | 10                       | 35                  |
| Dança   | 一笔江湖 (Everything in One Stroke) | William Chan           | Li You        | 4                             | 11                       | 39                  |
| Dança   | 一笔江湖 (Everything in One Stroke) | William Chan           | Qiu Bohan     | 5                             | 15                       | 56                  |
| Dança   | 一笔江湖 (Everything in One Stroke) | William Chan           | Xu Longhan    | 1                             | 3                        | 11                  |
| Rap     | 大人物 (Man of Fame)                | GAI Shinkunori         | Shen Qunfeng  | 2                             | 5                        | 20                  |
| Rap     | 大人物 (Man of Fame)                | GAI Shinkunori         | Anthony       | 5                             | 17                       | 54                  |
| Rap     | 大人物 (Man of Fame)                | GAI Shinkunori         | Ye Ziming     | 3                             | 9                        | 30                  |
| Rap     | 大人物 (Man of Fame)                | GAI Shinkunori         | Cui Shaopeng  | 4                             | 13                       | 43                  |
| Rap     | 大人物 (Man of Fame)                | GAI Shinkunori         | Wang Yi       | 1                             | 4                        | 9                   |
| Rap     | Coming Home                         | Will Pan               | Shi Zan       | 1                             | 2                        | 5                   |
| Rap     | Coming Home                         | Will Pan               | Manny         | 4                             | 14                       | 45                  |
| Rap     | Coming Home                         | Will Pan               | Hu Jiahao     | 3                             | 11                       | 40                  |
| Rap     | Coming Home                         | Will Pan               | Yao Bolan     | 5                             | 15                       | 50                  |
| Rap     | Coming Home                         | Will Pan               | Wu Chengze    | 2                             | 8                        | 27                  |
| Rap     | Brave                               | A-Mei (張惠妹)         | Chen Youwei   | 3                             | 7                        | 26                  |
| Rap     | Brave                               | A-Mei (張惠妹)         | Chen Sijian   | 2                             | 5                        | 20                  |
| Rap     | Brave                               | A-Mei (張惠妹)         | Shi Mingze    | 1                             | 3                        | 8                   |
| Rap     | Brave                               | A-Mei (張惠妹)         | Wu Zelin      | 5                             | 12                       | 41                  |
| Rap     | Brave                               | A-Mei (張惠妹)         | Zhan Yu       | 4                             | 11                       | 37                  |
| Rap     | Inner World                         | Antonin Leopold Dvoárk | Hu Chunyang   | 1                             | 1                        | 2                   |
| Rap     | Inner World                         | Antonin Leopold Dvoárk | Lin Yuzhi     | 2                             | 10                       | 32                  |
| Rap     | Inner World                         | Antonin Leopold Dvoárk | Chen You      | 4                             | 19                       | 32                  |
| Rap     | Inner World                         | Antonin Leopold Dvoárk | Qi Zhihao     | 3                             | 17                       | 52                  |
| Rap     | Inner World                         | Antonin Leopold Dvoárk | Zhuo Yuan     | 5                             | 20                       | 61                  |

| Classificação de Avaliação de posição (Somente Vocal) | Classificação de Avaliação de posição (Somente Vocal) | Classificação de Avaliação de posição (Somente Vocal) |
| ----------------------------------------------------- | ----------------------------------------------------- | ----------------------------------------------------- |
| Nome                                                  | Classificação                                         | Número de votos                                       |
| Xia Hanyu                                             | 1                                                     | 150,362                                               |
| Li Wenhan                                             | 2                                                     | 50,305                                                |
| Yao Chi                                               | 3                                                     | 50,256                                                |
| Gu Landi                                              | 4                                                     | 50,251                                                |
| Ding Feijun                                           | 5                                                     | 50,202                                                |
| Xu Bingchao                                           | 6                                                     | 240                                                   |
| Wen Yechen                                            | 7                                                     | 236                                                   |
| Zhou Shiyuan                                          | 8                                                     | 218                                                   |
| Chen Tao                                              | 9                                                     | 215                                                   |
| Jia Yi                                                | 10                                                    | 207                                                   |
| Deng Chaoyuan                                         | 11                                                    | 201                                                   |
| Feng Junjie                                           | 12                                                    | 196                                                   |
| Sun Zelin                                             | 13                                                    | 175                                                   |
| Shao Haofan                                           | 14                                                    | 149                                                   |
| Xu Fangzhou                                           | 15                                                    | 147                                                   |
| Zhou Chuanjun                                         | 16                                                    | 133                                                   |
| Li Zonglin                                            | 17                                                    | 115                                                   |
| Wang Xinyu                                            | 18                                                    | 95                                                    |
| Yang Ning                                             | 19                                                    | 84                                                    |
| Bo Yuan                                               | 20                                                    | 82                                                    |
| Wang Zhe                                              | 21                                                    | 78                                                    |
| Lin Zheyu                                             | 22                                                    | 70                                                    |
| Wang Jiayi                                            | 23                                                    | 58                                                    |
| Wen Kaiwei                                            | 24                                                    | 55                                                    |
| Chen Yunong                                           | 25                                                    | 52                                                    |

| Classificação de Avaliação de posição (Somente Dança) | Classificação de Avaliação de posição (Somente Dança) | Classificação de Avaliação de posição (Somente Dança) |
| ----------------------------------------------------- | ----------------------------------------------------- | ----------------------------------------------------- |
| Nome                                                  | Classificação                                         | Número de votos                                       |
| Guan Yue                                              | 1                                                     | 150,228                                               |
| He Changxi                                            | 2                                                     | 50,211                                                |
| Xu Longhan                                            | 3                                                     | 50,209                                                |
| Hu Wenxuan                                            | 4                                                     | 210                                                   |
| Lian Huaiwei                                          | 5                                                     | 208                                                   |
| Yao Mingming                                          | 6                                                     | 202                                                   |
| Li Zhenning                                           | 7                                                     | 185                                                   |
| Lin Mo                                                | 8                                                     | 176                                                   |
| Fu Hongyi                                             | 9                                                     | 171                                                   |
| Kou Cong                                              | 10                                                    | 133                                                   |
| Li You                                                | 11                                                    | 109                                                   |
| Su Yuhang                                             | 12                                                    | 88                                                    |
| Ye Helin                                              | 13                                                    | 73                                                    |
| Che Huixuan                                           | 14                                                    | 62                                                    |
| Qiu Bohan                                             | 15                                                    | 57                                                    |
| Yin Shi                                               | 16                                                    | 33                                                    |
| Deng Bin                                              | 17                                                    | 32                                                    |

| Classificação de Avaliação de posição (Somente Rap) | Classificação de Avaliação de posição (Somente Rap) | Classificação de Avaliação de posição (Somente Rap) |
| --------------------------------------------------- | --------------------------------------------------- | --------------------------------------------------- |
| Nome                                                | Classificação                                       | Número de votos                                     |
| Hu Chunyang                                         | 1                                                   | 150,272                                             |
| Shi Zhan                                            | 2                                                   | 50,258                                              |
| Shi Mingze                                          | 3                                                   | 50,245                                              |
| Wang Yi                                             | 4                                                   | 50,214                                              |
| Chen Sijan                                          | 5                                                   | 203                                                 |
| Shen Qunfeng                                        | 5                                                   | 203                                                 |
| Chen Youwei                                         | 7                                                   | 179                                                 |
| Wu Chengze                                          | 8                                                   | 178                                                 |
| Ye Ziming                                           | 9                                                   | 172                                                 |
| Lin Yuzhi                                           | 10                                                  | 167                                                 |
| Zhan Yu                                             | 11                                                  | 127                                                 |
| Hu Jiahao                                           | 12                                                  | 103                                                 |
| Wu Zelin                                            | 13                                                  | 96                                                  |
| Cui Shaopeng                                        | 14                                                  | 91                                                  |
| Manny                                               | 15                                                  | 85                                                  |
| Yao Bolan                                           | 16                                                  | 70                                                  |
| Qi Zhihao                                           | 17                                                  | 66                                                  |
| Anthony                                             | 18                                                  | 61                                                  |
| Chen You                                            | 19                                                  | 45                                                  |
| Zhou Yuan                                           | 20                                                  | 32                                                  |

| Classificacão de Avaliação de posição | Classificacão de Avaliação de posição | Classificacão de Avaliação de posição |
| ------------------------------------- | ------------------------------------- | ------------------------------------- |
| Nome                                  | Classificação                         | Número de votos                       |
| Xia Hanyu                             | 1                                     | 150,362                               |
| Hu Chunyang                           | 2                                     | 150,272                               |
| Guan Yue                              | 3                                     | 150,228                               |
| Li Wenhan                             | 4                                     | 50,305                                |
| Shi Zhan                              | 5                                     | 50,258                                |
| Yao Chi                               | 6                                     | 50,256                                |
| Gu Landi                              | 7                                     | 50,251                                |
| Shi Mingze                            | 8                                     | 50,245                                |
| Wang Yi                               | 9                                     | 50,214                                |
| He Changxi                            | 10                                    | 50,211                                |
| Xu Longhan                            | 11                                    | 50,209                                |
| Deng Feijun                           | 12                                    | 50,202                                |
| Xu Bingchao                           | 13                                    | 240                                   |
| Wen Yechen                            | 14                                    | 236                                   |
| Zhou Shiyuan                          | 15                                    | 218                                   |
| Chen Tao                              | 16                                    | 215                                   |
| Hu Wenxuan                            | 17                                    | 210                                   |
| Lian Huaiwei                          | 18                                    | 208                                   |
| Jia Yi                                | 19                                    | 207                                   |
| Chen Sijan                            | 20                                    | 203                                   |
| Shen Qunfeng                          | 20                                    | 203                                   |
| Yao Mingming                          | 22                                    | 202                                   |
| Deng Chaoyuan                         | 23                                    | 201                                   |
| Feng Junjie                           | 24                                    | 196                                   |
| Li Zhenning                           | 25                                    | 185                                   |
| Chen Youwei                           | 26                                    | 179                                   |
| Wu Chengze                            | 27                                    | 178                                   |
| Lin Mo                                | 28                                    | 176                                   |
| Sun Zelin                             | 29                                    | 175                                   |
| Ye Ziming                             | 30                                    | 172                                   |
| Fu Hongyi                             | 31                                    | 171                                   |
| Lin Yuzhi                             | 32                                    | 167                                   |
| Shao Haofan                           | 33                                    | 149                                   |
| Xu Fangzhou                           | 34                                    | 147                                   |
| Kou Cong                              | 35                                    | 133                                   |
| Zhou Chuanjun                         | 35                                    | 133                                   |
| Zhan Yu                               | 37                                    | 127                                   |
| Li Zonglin                            | 38                                    | 115                                   |
| Li You                                | 39                                    | 109                                   |
| Hu Jiahao                             | 40                                    | 103                                   |
| Wu Zelin                              | 41                                    | 96                                    |
| Wang Xinyu                            | 42                                    | 95                                    |
| Cui Shaopeng                          | 43                                    | 91                                    |
| Su Yuhang                             | 44                                    | 88                                    |
| Manny                                 | 45                                    | 85                                    |
| Yang Ning                             | 46                                    | 84                                    |
| Bo Yuan                               | 47                                    | 82                                    |
| Wang Zhe                              | 48                                    | 78                                    |
| Ye Helin                              | 49                                    | 73                                    |
| Lin Zheyu                             | 50                                    | 70                                    |
| Yao Bolan                             | 50                                    | 70                                    |
| Qi Zhouhao                            | 52                                    | 66                                    |
| Che Huixuan                           | 53                                    | 62                                    |
| Anthony                               | 54                                    | 61                                    |
| Wang Jiayi                            | 55                                    | 58                                    |
| Qiu Bohan                             | 56                                    | 57                                    |
| Wen Kaiwei                            | 57                                    | 55                                    |
| Chen Yunong                           | 58                                    | 52                                    |
| Cen You                               | 59                                    | 45                                    |
| Yin Shi                               | 60                                    | 33                                    |
| Deng Bin                              | 61                                    | 32                                    |
| Zhou Yuan                             | 61                                    | 32                                    |

### Mission 3: Avaliação de conceito
Legenda
- Vencedor
- Líder
- Center

| Lista de Avaliação de conceito (Antes do ajuste) | Lista de Avaliação de conceito (Antes do ajuste) | Lista de Avaliação de conceito (Antes do ajuste) | Lista de Avaliação de conceito (Antes do ajuste) |
| Tipo                                             | Música                                           | Grupo                                            | Nome                                             |
| ------------------------------------------------ | ------------------------------------------------ | ------------------------------------------------ | ------------------------------------------------ |
| Future trap pop                                  | 重塑 Rebuild                                     | A                                                | Li Wenhan                                        |
| Future trap pop                                  | 重塑 Rebuild                                     | A                                                | He Changxi                                       |
| Future trap pop                                  | 重塑 Rebuild                                     | A                                                | Chen You                                         |
| Future trap pop                                  | 重塑 Rebuild                                     | A                                                | Hu Chunyang                                      |
| Future trap pop                                  | 重塑 Rebuild                                     | A                                                | Li Zhenning                                      |
| Future trap pop                                  | 重塑 Rebuild                                     | A                                                | Wu Chengze                                       |
| Future trap pop                                  | 重塑 Rebuild                                     | A                                                | Xu Bingchao                                      |
| Future trap pop                                  | 重塑 Rebuild                                     | B                                                | Bo Yuan                                          |
| Future trap pop                                  | 重塑 Rebuild                                     | B                                                | Li Zhenning                                      |
| Future trap pop                                  | 重塑 Rebuild                                     | B                                                | Kou Cong                                         |
| Future trap pop                                  | 重塑 Rebuild                                     | B                                                | Shi Mingze                                       |
| Future trap pop                                  | 重塑 Rebuild                                     | B                                                | Wang Zhe                                         |
| Future trap pop                                  | 重塑 Rebuild                                     | B                                                | Yao Mingming                                     |
| Future trap pop                                  | 重塑 Rebuild                                     | B                                                | Zhou Chuanjun                                    |
| Hip Hop                                          | Time                                             | A                                                | Xu Fangzhou                                      |
| Hip Hop                                          | Time                                             | A                                                | Wang Yi                                          |
| Hip Hop                                          | Time                                             | A                                                | Chen Sijian                                      |
| Hip Hop                                          | Time                                             | A                                                | Cui Shaopeng                                     |
| Hip Hop                                          | Time                                             | A                                                | Li You                                           |
| Hip Hop                                          | Time                                             | A                                                | Manny                                            |
| Hip Hop                                          | Time                                             | A                                                | Xu Longhan                                       |
| Hip Hop                                          | Time                                             | B                                                | Ye Ziming                                        |
| Hip Hop                                          | Time                                             | B                                                | Chen Sijian                                      |
| Hip Hop                                          | Time                                             | B                                                | Li You                                           |
| Hip Hop                                          | Time                                             | B                                                | Lin Yuzhi                                        |
| Hip Hop                                          | Time                                             | B                                                | Shao Haofan                                      |
| Hip Hop                                          | Time                                             | B                                                | Sun Zelin                                        |
| Hip Hop                                          | Time                                             | B                                                | Wu Zelin                                         |
| Future pop                                       | 火种 (Tinder)                                    | A                                                | Lian Huaiwei                                     |
| Future pop                                       | 火种 (Tinder)                                    | A                                                | Chen Tao                                         |
| Future pop                                       | 火种 (Tinder)                                    | A                                                | Chen Youwei                                      |
| Future pop                                       | 火种 (Tinder)                                    | A                                                | Deng Chaoyuan                                    |
| Future pop                                       | 火种 (Tinder)                                    | A                                                | Hu Wenxuan                                       |
| Future pop                                       | 火种 (Tinder)                                    | A                                                | Shi Zhan                                         |
| Future pop                                       | 火种 (Tinder)                                    | A                                                | Wen Yechen                                       |
| Future pop                                       | 火种 (Tinder)                                    | B                                                | Lin Mo                                           |
| Future pop                                       | 火种 (Tinder)                                    | B                                                | Su Yuhang                                        |
| Future pop                                       | 火种 (Tinder)                                    | B                                                | Jia Yi                                           |
| Future pop                                       | 火种 (Tinder)                                    | B                                                | Qin Bohan                                        |
| Future pop                                       | 火种 (Tinder)                                    | B                                                | Shi Zhan                                         |
| Future pop                                       | 火种 (Tinder)                                    | B                                                | Wen Kaiwei                                       |
| Future pop                                       | 火种 (Tinder)                                    | B                                                | Zhan Yu                                          |
| Pop                                              | 迷宫 (Maze)                                      | A                                                | Guan Yue                                         |
| Pop                                              | 迷宫 (Maze)                                      | A                                                | Anthony                                          |
| Pop                                              | 迷宫 (Maze)                                      | A                                                | Chen Yunong                                      |
| Pop                                              | 迷宫 (Maze)                                      | A                                                | Deng Bin                                         |
| Pop                                              | 迷宫 (Maze)                                      | A                                                | Hu Jiahao                                        |
| Pop                                              | 迷宫 (Maze)                                      | A                                                | Yin Shi                                          |
| Pop                                              | 迷宫 (Maze)                                      | B                                                | Ye Helin                                         |
| Pop                                              | 迷宫 (Maze)                                      | B                                                | Che Huixuan                                      |
| Pop                                              | 迷宫 (Maze)                                      | B                                                | Ding Feijun                                      |
| Pop                                              | 迷宫 (Maze)                                      | B                                                | Fu Hongyi                                        |
| Pop                                              | 迷宫 (Maze)                                      | B                                                | Yao Bolan                                        |
| Pop                                              | 迷宫 (Maze)                                      | B                                                | Yang Ning                                        |
| Pop ballad                                       | I'm Sorry                                        | A                                                | Xia Hanyu                                        |
| Pop ballad                                       | I'm Sorry                                        | A                                                | Zhou Shiyuan                                     |
| Pop ballad                                       | I'm Sorry                                        | A                                                | Li Zonglin                                       |
| Pop ballad                                       | I'm Sorry                                        | A                                                | Qi Zhihao                                        |
| Pop ballad                                       | I'm Sorry                                        | A                                                | Shen Qunfeng                                     |
| Pop ballad                                       | I'm Sorry                                        | A                                                | Wang Jiayi                                       |
| Pop ballad                                       | I'm Sorry                                        | B                                                | Feng Junjie                                      |
| Pop ballad                                       | I'm Sorry                                        | B                                                | Gu Landi                                         |
| Pop ballad                                       | I'm Sorry                                        | B                                                | Lin Zheyu                                        |
| Pop ballad                                       | I'm Sorry                                        | B                                                | Wang Xinyu                                       |
| Pop ballad                                       | I'm Sorry                                        | B                                                | Yao Chi                                          |
| Pop ballad                                       | I'm Sorry                                        | B                                                | Zhou Yuan                                        |

| Lista de Avaliação de conceito (Ajustada) | Lista de Avaliação de conceito (Ajustada) | Lista de Avaliação de conceito (Ajustada) | Lista de Avaliação de conceito (Ajustada) | Lista de Avaliação de conceito (Ajustada) | Lista de Avaliação de conceito (Ajustada) |
| Tipo                                      | Música                                    | Nome do grupo                             | Nome                                      | Número de votos individuais               | Número de votos do grupo                  |
| ----------------------------------------- | ----------------------------------------- | ----------------------------------------- | ----------------------------------------- | ----------------------------------------- | ----------------------------------------- |
| Future trap pop                           | 重塑 Rebuild                              | Re-Biuiuiuiuiu Biu                        | Yao Mingming                              | 21                                        | 270                                       |
| Future trap pop                           | 重塑 Rebuild                              | Re-Biuiuiuiuiu Biu                        | Li Zhenning                               | 24                                        | 270                                       |
| Future trap pop                           | 重塑 Rebuild                              | Re-Biuiuiuiuiu Biu                        | Shi Mingze                                | 14                                        | 270                                       |
| Future trap pop                           | 重塑 Rebuild                              | Re-Biuiuiuiuiu Biu                        | Li Wenhan                                 | 129                                       | 270                                       |
| Future trap pop                           | 重塑 Rebuild                              | Re-Biuiuiuiuiu Biu                        | Bo Yuan                                   | 4                                         | 270                                       |
| Future trap pop                           | 重塑 Rebuild                              | Re-Biuiuiuiuiu Biu                        | Hu Chunyang                               | 44                                        | 270                                       |
| Future trap pop                           | 重塑 Rebuild                              | Re-Biuiuiuiuiu Biu                        | He Changxi                                | 34                                        | 270                                       |
| Hip Hop                                   | Time                                      | Eight Treasure Congee                     | Lin Yuzhi                                 | 3                                         | 34                                        |
| Hip Hop                                   | Time                                      | Eight Treasure Congee                     | Sun Zelin                                 | 5                                         | 34                                        |
| Hip Hop                                   | Time                                      | Eight Treasure Congee                     | We Zelin                                  | 2                                         | 34                                        |
| Hip Hop                                   | Time                                      | Eight Treasure Congee                     | Xu Fangzhou                               | 5                                         | 34                                        |
| Hip Hop                                   | Time                                      | Eight Treasure Congee                     | Xu Longhan                                | 2                                         | 34                                        |
| Hip Hop                                   | Time                                      | Eight Treasure Congee                     | Shao Haofan                               | 5                                         | 34                                        |
| Hip Hop                                   | Time                                      | Eight Treasure Congee                     | Wang Yi                                   | 3                                         | 34                                        |
| Hip Hop                                   | Time                                      | Eight Treasure Congee                     | Chen Sijian                               | 9                                         | 34                                        |
| Future pop                                | 火种 (Tinder)                             | Team Prosperous-dazed-hahahaha            | Jia Yi                                    | 39                                        | 180                                       |
| Future pop                                | 火种 (Tinder)                             | Team Prosperous-dazed-hahahaha            | Deng Chaoyuan                             | 33                                        | 180                                       |
| Future pop                                | 火种 (Tinder)                             | Team Prosperous-dazed-hahahaha            | Lin Mo                                    | 18                                        | 180                                       |
| Future pop                                | 火种 (Tinder)                             | Team Prosperous-dazed-hahahaha            | Chen Youwei                               | 32                                        | 180                                       |
| Future pop                                | 火种 (Tinder)                             | Team Prosperous-dazed-hahahaha            | Lian Huaiwei                              | 30                                        | 180                                       |
| Future pop                                | 火种 (Tinder)                             | Team Prosperous-dazed-hahahaha            | Wen Yechen                                | 6                                         | 180                                       |
| Future pop                                | 火种 (Tinder)                             | Team Prosperous-dazed-hahahaha            | Zhan Yu                                   | 6                                         | 180                                       |
| Future pop                                | 火种 (Tinder)                             | Team Prosperous-dazed-hahahaha            | Chen Tao                                  | 16                                        | 180                                       |
| Pop                                       | 迷宫 (Maze)                               | Youth Kindergarten                        | Wang Zhe                                  | 15                                        | 158                                       |
| Pop                                       | 迷宫 (Maze)                               | Youth Kindergarten                        | Shi Zhan                                  | 46                                        | 158                                       |
| Pop                                       | 迷宫 (Maze)                               | Youth Kindergarten                        | Hu Wenxuan                                | 21                                        | 158                                       |
| Pop                                       | 迷宫 (Maze)                               | Youth Kindergarten                        | Ding Feijun                               | 5                                         | 158                                       |
| Pop                                       | 迷宫 (Maze)                               | Youth Kindergarten                        | Guan Yue                                  | 52                                        | 158                                       |
| Pop                                       | 迷宫 (Maze)                               | Youth Kindergarten                        | Li Zonglin                                | 6                                         | 158                                       |
| Pop                                       | 迷宫 (Maze)                               | Youth Kindergarten                        | Wu Chengze                                | 1                                         | 158                                       |
| Pop                                       | 迷宫 (Maze)                               | Youth Kindergarten                        | Xu Bingchao                               | 12                                        | 158                                       |
| Pop ballad                                | I'm Sorry                                 | I'm Sorry Why is it like this             | Wang Jiayi                                | 4                                         | 96                                        |
| Pop ballad                                | I'm Sorry                                 | I'm Sorry Why is it like this             | Gu Landi                                  | 20                                        | 96                                        |
| Pop ballad                                | I'm Sorry                                 | I'm Sorry Why is it like this             | Yao Chi                                   | 34                                        | 96                                        |
| Pop ballad                                | I'm Sorry                                 | I'm Sorry Why is it like this             | Feng Junjie                               | 3                                         | 96                                        |
| Pop ballad                                | I'm Sorry                                 | I'm Sorry Why is it like this             | Shen Qunfeng                              | 5                                         | 96                                        |
| Pop ballad                                | I'm Sorry                                 | I'm Sorry Why is it like this             | Zhou Shiyuan                              | 7                                         | 96                                        |
| Pop ballad                                | I'm Sorry                                 | I'm Sorry Why is it like this             | Xia Hanyu                                 | 23                                        | 96                                        |

### Missão 4: Apresentação em conjunto com mentor
| Música                        | Mentor        | Trainees      |
| ----------------------------- | ------------- | ------------- |
| Give Me A Chance              | Lay           | Li Wenhan     |
| Give Me A Chance              | Lay           | Yao Mingming  |
| Give Me A Chance              | Lay           | Hu Wenxuan    |
| Give Me A Chance              | Lay           | Lin Mo        |
| Give Me A Chance              | Lay           | Wang Jiayi    |
| Give Me A Chance              | Lay           | Xu Longhan    |
| Give Me A Chance              | Lay           | Xu Fangzhou   |
| 王牌冤家 (Quarrelsome Lovers) | Li Ronghao    | Shi Zhan      |
| 王牌冤家 (Quarrelsome Lovers) | Li Ronghao    | He Changxi    |
| 王牌冤家 (Quarrelsome Lovers) | Li Ronghao    | Xu Bingchao   |
| 王牌冤家 (Quarrelsome Lovers) | Li Ronghao    | Ding Feijun   |
| 王牌冤家 (Quarrelsome Lovers) | Li Ronghao    | Li Zonglin    |
| 王牌冤家 (Quarrelsome Lovers) | Li Ronghao    | Shao Haofan   |
| 王牌冤家 (Quarrelsome Lovers) | Li Ronghao    | Lin Yuzhi     |
| 怪美的 (Ugly Beauty)          | Jolin Tsai    | Jia Yi        |
| 怪美的 (Ugly Beauty)          | Jolin Tsai    | Guan Yue      |
| 怪美的 (Ugly Beauty)          | Jolin Tsai    | Lian Huaiwei  |
| 怪美的 (Ugly Beauty)          | Jolin Tsai    | Feng Junjie   |
| 怪美的 (Ugly Beauty)          | Jolin Tsai    | Sun Zelin     |
| HIGHLIGHT                     | Xu Minghao    | Li Zhenning   |
| HIGHLIGHT                     | Xu Minghao    | Shi Mingze    |
| HIGHLIGHT                     | Xu Minghao    | Wen Yechen    |
| HIGHLIGHT                     | Xu Minghao    | Chen Qunfeng  |
| HIGHLIGHT                     | Xu Minghao    | Wu Zelin      |
| HIGHLIGHT                     | Xu Minghao    | Zhan Yu       |
| HIGHLIGHT                     | Xu Minghao    | Bo Yuan       |
| Debut                         | MC Jin        | Chen Youwei   |
| Debut                         | MC Jin        | Hu Chunyang   |
| Debut                         | MC Jin        | Chen Sijian   |
| Debut                         | MC Jin        | Yao Chi       |
| Debut                         | MC Jin        | Wang Yi       |
| Debut                         | MC Jin        | Gu Landi      |
| 通过验证 (Ti Amo remix)       | After Journey | Xia Hanyu     |
| 通过验证 (Ti Amo remix)       | After Journey | Deng Chaoyuan |
| 通过验证 (Ti Amo remix)       | After Journey | Wang Zhe      |
| 通过验证 (Ti Amo remix)       | After Journey | Wu Chengze    |
| 通过验证 (Ti Amo remix)       | After Journey | Chen Tao      |

### Missão 5: Avaliação de debut
Color key
- Líder
- Center

| Música       | Posição    | Trainee       |
| ------------ | ---------- | ------------- |
| 暖色         | Lead Vocal | Xu Fangzhou   |
| 暖色         | Subvocal 1 | Guan Yue      |
| 暖色         | Subvocal 2 | Shao Haofan   |
| 暖色         | Subvocal 3 | Chen Tao      |
| 暖色         | Subvocal 4 | Jia Yi        |
| 暖色         | Subvocal 5 | Shi Zhan      |
| 暖色         | Subvocal 6 | Yao Chi       |
| 暖色         | Subvocal 7 | Wang Zhe      |
| 暖色         | Subvocal 8 | Li Zhenning   |
| 暖色         | Rap 1      | Deng Chaoyuan |
| 暖色         | Rap 2      | Wu Chengze    |
| The Last Day | Lead Vocal | Xia Hanyu     |
| The Last Day | Subvocal 1 | Li Wenhan     |
| The Last Day | Subvocal 2 | Zhou Shiyuan  |
| The Last Day | Subvocal 3 | Lian Huaiwei  |
| The Last Day | Subvocal 4 | Lin Mo        |
| The Last Day | Subvocal 5 | He Changxi    |
| The Last Day | Subvocal 6 | Chen Youwei   |
| The Last Day | Subvocal 7 | Chen Sijian   |
| The Last Day | Subvocal 8 | Feng Junjie   |
| The Last Day | Rap 1      | Yao Mingming  |
| The Last Day | Rap 2      | Hu Chunyang   |

## Eliminações
| Participantes         | Participantes           | Participantes          | Participantes          | Participantes           |
| --------------------- | ----------------------- | ---------------------- | ---------------------- | ----------------------- |
| Li Wenhan (李汶翰)    | Li Zhenning (李振宁)    | Yao Mingming (姚明明)  | Guan Yue (管栎)        | Jia Yi (嘉羿)           |
| Hu Chunyang (胡春杨)  | Xia Hanyu (夏瀚宇)      | Chen Youwei (陈宥维)   | He Changxi (何昶希)    | Chen Tao (陈涛)         |
| Lian Huaiwei (连淮伟) | Lin Mo (林陌)           | Deng Chaoyuan (邓超元) | Zhou Shiyuan (周士原)  | Shao Haofan (邵浩帆)    |
| Wu Chengze (吴承泽)   | Xu Fangzhou (徐方舟)    | Feng Junjie (冯俊杰)   | Chen Sijian (陈思键)   | Wang Zhe (王喆)         |
| Yao Chi (姚弛)        | Shi Zhan (施展)         | Wang Yi (王奕)         | Gu Landi (谷蓝帝)      | Hu Wenxuan (胡文煊)     |
| Lin Yuzhi (林渝植)    | Zhan Yu (展羽)          | Shen Qunfeng (沈群丰)  | Wu Zelin (吴泽林)      | Wen Yechen (文邺辰)     |
| Li Zonglin (李宗霖)   | Sun Zelin (孙泽霖)      | Wang Jiayi (王加一)    | Xu Bingchao (徐炳超)   | Bo Yuan (伯远)          |
| Ding Feijun (丁飞俊)  | Xu Longhan (许珑瀚)     | Shi Mingze (师铭泽)    | Anthony (安东尼)       | Deng Bin (邓滨)         |
| Manny (曼尼)          | Qiu Bohan (邱薄翰)      | Wang Xinyu (王新宇)    | Li You (李由)          | Fu Hongyi (傅弘奕)      |
| Ye Helin (叶河林)     | Hu Jiahao (胡家豪)      | Ye Ziming (叶子铭)     | Lin Zheyu (林哲宇)     | Qi Zhihao (漆志豪)      |
| Wen Kaiwei (温凯崴)   | Kou Cong (寇聪)         | Yang Ning (杨宁)       | Zhou Chuanjun (周川珺) | Zhuo Yuan (卓沅)        |
| Chen Yunong (陈雨浓)  | Cui Shaopeng (崔少鹏)   | Su Yuhang (苏宇航)     | Yin Shi (殷实)         | Chen You (陈佑)         |
| Che Huixuan (车慧轩)  | Yao Bolan (姚博岚)      | Shen Bohuai (沈博怀)   | Yang Zhaoyang (杨朝阳) | Yu Lingao (于凌傲)      |
| Jin Fan (靳凡)        | Zhen Nan (圳南)         | Ke Qinming (柯钦明)    | Xie Junze (谢俊泽)     | Jin Yongxian (金永先)   |
| Shi Xin (石锌)        | Duan Xuyu (段旭宇)      | Chen Bokai (陈柏凯)    | Liu Yuhang (刘宇航)    | Wu Fei (吴飞)           |
| Tang Shuya (唐书亚)   | Yang Gen (杨亘)         | Zhao Tiange (赵天戈)   | Li Lian (李炼)         | Meng En (蒙恩)          |
| Lu Junjie (卢俊杰)    | Huang Hongxuan (黄宏轩) | Gao Xiaosong (高晓松)  | Lin Minsheng (林敏生)  | Qi Haoran (齐浩然)      |
| Shao Qiming (邵奇明)  | Tian Dao (田岛)         | Daniel (丹尼尔)        | Feng Tianhao (冯天豪)  | Li Chenyang (李晨阳)    |
| Wu Ming (吳銘)        | Li Huangyi (李皇逸)     | Lou Jiongze (楼炅择)   | Peng Changhua (彭昶桦) | Zhou Xiangheng (周湘恒) |
| Ou Tianrui (区天瑞)   | Casper (卡斯柏)         | Li Zhifan (李之繁)     | Deng Zeming (邓泽鸣)   | Jiang Shengmin (姜圣民) |